# Liste des évêques de Brescia
Pour un article plus général, voir Diocèse de Brescia.
La liste des évêques de Brescia recense les évêques qui se sont succédé sur le siège épiscopal de Brescia, en Lombardie, depuis la fondation du diocèse au Ier siècle.

## Liste des évêques

### Iersiècle
- ? - 61 : saint Anatole (? - 24 septembre 61)
- vers 60 - 68 ? : saint Clateo (it) (vers 60 - 4 juin 68 ?)
- vers 84/90 : saint Flavio Latino

### IIesiècle
- 119-135 ? : saint Apollonio (it)

### IVesiècle
- 343 : Saint Ursicin
- vers 345 : saint Viateur de Bergame (it)[1]
- vers le milieu du IVe siècle : saint Ursicin
- vers 360 - vers 381 : Faustin de Brescia (en)
- vers 379 - 17 juillet 387 : saint Philastre
- vers 387 - vers 410 : saint Gaudence

### Vesiècle
- vers 411 - ? : saint Paolo
- vers 430 : saint Teofilo
- vers 440 - ? : saint Silvino
- vers le milieu du Ve siècle : saint Gaudioso
- mentionné en 451 : saint Ottaziano
- vers 480 - ? : saint Vigilio

### VIesiècle
- vers 516 : saint Tiziano
- vers 524 : saint Paulin (Paul)
- vers 530 : saint Cipriano
- 555 - ? : saint Ercolano
- mentionné en 585 : saint Onorio
- vers 591 - ? : saint Rusticiano
- vers 595 - ? : saint Dominatore
- fin du VIe siècle : saint Paolo

### VIIesiècle
- 1re moitié du VIIe siècle : saint Paterio (it)
- vers 610 - ? : saint Anastasio
- mentionné en 613 : saint Domenico
- vers 617 - ? : saint Felice
- mentionné en 679 : saint Deusdedit
- vers 690 - ? : Gaudioso

### VIIIesiècle
- vers 702 - ? : Rusticiano
- vers 730 - ? : Apollinare
- vers 740 - ? ! Andrea
- vers 750 : Teobaldo
- vers 756 : Vitale
- mentionné en 761 : Benedetto
- vers 774 : Ansoaldo
- vers 790 : Cuniperto

### IXesiècle
- avant 800 - 813 ? : Anfrido
- 813 ? - 815 : Pietro
- 815 - vers 844 : Ramperto
- 844 - ? : Notingo
- 863 ? - 898 ? : Antonio

### Xesiècle
- 901 - vers 922 : Ardingo
- vers 921 - ? : Landolfo
- 945 - vers 950 : Giuseppe
- 952 - vers 969 : Antonio
- vers 970 - 976 : Goffredo de Canossa (it), nommé évêque de Luni (it)
- 976 -? : Attone (Azzone, Atto)
- 996 - 1006/1007 : Adalberto

### XIesiècle
- 1007 - 1030 : Landolfo
- 1031 - 1048 : Olderico
- 1050 - 1062 ou 1063 : Adelmanne ou Adelin de Liège[2]
- 1053 - 1073/1080 : Olderico
  - 1073/1080 - vers 1084 : Conone, schismatique
- vers 1080 - ? : Giovanni, déposé
  - Oberto † (vers 1084 - vers 1098), schismatique
- 1086 ? - vers 1115 : Arimanno da Gavardo, évêque élu, non confirmé par le pape, évêque depuis 1098

### XIIesiècle
- 1116 - 1132 : Villano, déposé
- 1132 - 1153 : Manfredo Boccacci (1132 - 7 janvier 1153)
- 1153 - 1173 : Raimondo (1153 - 4 août 1173)
- 1175 - 1195 : Giovanni Griffi dit Fiumicello (1175 - 10 novembre 1195)
- 1195 - 1212 : Giovanni da Palazzo (18 novembre 1195 - 5 août 1212)

### XIIIesiècle
- 1213 - 1229 : Albert de Rezzato, nommé ensuite patriarche d'Antioche
- 1229 - 1244 : bienheureux Guala de Brescia, O.P. (1229 - 5 septembre 1244)
- 1244 - 1253 : Azzone da Torbiato (1244 - 18 octobre 1253)
- 1254 - 1263 : Cavalcano Sala
- 1264 - 1275 : Martino Arimanni (15 mars 1264 - 1275)
- 1275 - 1308 : Berardo Maggi (it) (septembre 1275 - 6 octobre 1308)

### XIVesiècle
- 1309 - 1316 : Federico Maggi, déposé
- 1316 - 1325 : Princivalle Fieschi (it) (1316 - 27 juin 1325), puis nommé évêque de Tortona (it)
- 1325 - 1333 : Tiberio della Torre (27 juin 1325 - 1333)
- 1335 - 1344 : Jacopo de Atti † (1335 - 31 octobre 1344)
- 1344 - 1349 : Lamberto Balduino della Cecca (1344 - 3 septembre 1349)
- 1349 - 1358 : Bernardo Tricardo, O.Cist. (1349 - 15 mars 1358)
- 1359 - 1362 : Raimondo Bianchi, O.S.B.
- 1362 - 1369 : Enrico da Sessa (it) (puis nommé évêque de Côme)
- 1369 - 1371 : Card. Agapito Colonna (22 octobre 1369 - 1371), démissionne
- 1371 - 1373 : Card. Stefano Palosti de Verayneris † (3 septembre 1371 - 30 mars 1373, puis nommé évêque d'Orvieto-Todi (it)
- 1373 - 1378 : Andrea de Aptis, O.E.S.A.
- 1378 - 1383 : Nicolò Zanasio (it) (puis nommé archevêque de Bénévent (it)
- 1383 - 1387 : Andrea Segazeno, O.E.S.A. † (14 janvier 1383 - 1387)
- 1387 - 1388 : Pietro Filargo, O.F.M. † (1387 - 23 janvier 1388, nommé évêque de Vicence
- 1388 - 1390 : Tommaso Visconti (it), O.E.S.A. (puis nommé évêque de Crémone
- 1390 - 1390 : Francesco Lante (it), O.F.M. (puis nommé évêque de Crémone
- 1390 - 1397 : Tommaso Visconti (it) (nommé évêque d'Égine pour la seconde fois)
- 1397 - 1399 : Tommaso Pusterla

### XVesiècle
- 1399 - 1416 : Guglielmo Pusterla
  - 1416 - 1418 : Pandolfo Malatesta,démissionne (administrateur apostolique)
- 1418 - 1442 : Francesco Marerio (1418 - 23 mars 1442 nommé évêque de Viterbe (it) (Montefiascone) et évêque de Civitavecchia-Tarquinia (it) (Corneto)
- 1442 - 1457 : Pietro del Monte (23 mars 1442 - 12 janvier 1457)
- 1457 - 1464 : Bartolomeo Malipiero (24 janvier 1457 - 4 novembre 1464)
- 1464 - 1478 : Domenico de Dominici (14 novembre (1464 - 17 février 1478)
- 1478 - 1481 : Lorenzo Zane (27 février 1478 - 1481), démissionne

### XVIesiècle
- 1480 - 1531 : Paolo Zane (19 décembre 1480 - mars 1531)
  - 1531 - 1532 : card. Francesco Cornaro (cardinal) (mars 1531 - 13 mars 1532), démissionne (administrateur apostolique)
- 1532 - 1551 : card. Andrea Cornaro (13 mars 1532 - 30 janvier 1551)
  - 1551 - 1551 : Alvise Priuli (évêque élu)
- 1551 - 1558 : card. Durante Duranti † (18 février 1551 - 24 décembre 1558)
- 1559 - 1579 : Domenico Bollani † (14 mars 1559 - 15 août 1579)
- 1579 - 1584 : Giovanni Dolfin (it) (26 mars 1579 - 1er mai 1584)
- 1585 - 1596 : card. Gianfrancesco Morosini (6 septembre 1585 - 14 janvier 1596)

### XVIIesiècle
- 1596 - 1631 : Marino Zorzi (Giorgi) (1596 - 28 août 1631)
- 1633 - 1645 : Vincenzo Giustiniani (1633 - 13 février 1645)
- Marco Morosini † (juillet 1645 - 4 octobre 1654)
- 1654 - 1664 : Card. Pietro Vito Ottoboni (7 décembre 1654 - 9 juin 1664, démissionne pour être élu pape sous le nom d'Alexandre VIII)
- 1664 - 1678 : Marino Giovanni Zorzi (Giorgi) (9 juin 1664 - 24 octobre 1678)
- 1682 - 1695 : Bartolomeo Gradenigo † (13 juillet 1682 - 29 juillet 1695)

### XVIIIesiècle
- 1695 - 1704 : Card. Daniello Marco Delfino (1695 - 4 août 1704)
- 1706 - 1714 : Card. Gianalberto Badoaro (17 mai 1706 - 17 mai 1714)
- 1714 - 1723 : Card. Gianfrancesco Barbarigo (25 août 1714 - 20 janvier 1723) nommé évêque de Padoue
- 1723 - 1727 : Fortunato Morosini, O.S.B. (20 janvier 1723 - 25 juin 1727)
- card. Angelo Maria Quirini, O.S.B. (2 juillet 1727 - 6 juin 1755) (archevêque à titre personnel)
- 1755 - 1773 : card. Giovanni Molino (17 février 1755 - 14 mars 1773)

### XIXesiècle
- 1773 - 1804 : Giovanni Nani (it) (19 avril 1773 - 1804)
  - 1804 - 1807 : Pietro Angelo Stefani (it) (1804 - 1807) (vicaire capitulaire)
- 1807 - 1831 : Gabrio Maria Nava (18 septembre 1807 - 2 novembre 1831)
- 1834 - 1846 : Carlo Domenico Ferrari (it), O.P (22 janvier 1834 - 1846)
  - 1846 - 1850 : Ferdinando Luchi (vicaire capitulaire)
- 1850 - 1883 : Girolamo Verzeri (it) (30 septembre 1850 - 1er décembre 1883)

### XXesiècle
- 1883 - 1913 : Giacomo Maria Corna Pellegrini (it) (1er décembre 1883 - 21 mai 1913)
- 1913 - 1930 : Giacinto Gaggia (it) (28 octobre 1913 - 29 mars 1930), démissionne
- 1933 - 1964 : Giacinto Tredici (it) (21 décembre 1933 - 19 août 1964)
- 1964 - 1983 : Luigi Morstabilini (it) (7 octobre 1964 - 1983), retraite
- 1983 - 1998 : Bruno Foresti (it) (7 avril 1983 - 19 décembre 1998), retraite ; archevêque à titre personnel)

### XXIesiècle
- 1998 - 2007 : Giulio Sanguineti (it) (19 décembre 1998 - 19 juillet 2007, retraite)
- 2007-2017 : Luciano Monari (19 juillet 2007  - 12 juillet 2017, retraite)
- depuis le 12 juillet 2017 : Pierantonio Tremolada